# Hans Caninenberg
Hans Caninenberg (* 15. Januar 1913 in Duisburg; † 29. Juni 2008 in Gräfelfing) war ein deutscher Schauspieler und Schriftsteller.

## Leben
Caninenberg besuchte Anfang der 1930er-Jahre die Folkwang-Schauspielschule in Essen und spielte nach seinem Abschluss zunächst an den Theatern in Krefeld, Gießen und Wuppertal. 1939 heiratete die Schauspielerin Ingeborg Riehl und bekam mit ihr am 5.11.1943 seine Tochter, Angelika Caninenberg.Während des Zweiten Weltkriegs war er Soldat und nahm seine künstlerische Karriere erst 1945 wieder auf, nachdem er aus der Kriegsgefangenschaft entlassen worden war. Zurück in Wuppertal, half er beim Wiederaufbau des Theaters und ging 1948 ans Staatstheater Stuttgart. Der renommierte Intendant und Regisseur Hans Schweikart engagierte ihn 1953 an die Münchner Kammerspiele. Sesshaft wurde Caninenberg zunächst jedoch nicht, es zog ihn alsbald weiter nach Düsseldorf; danach berief ihn Boleslaw Barlog an seine Staatlichen Berliner Bühnen. Als er in Frankfurt Theater spielte, traf er auf seine Kollegin Lola Müthel, die er 1958 in zweiter Ehe heiratete und mit der er seit 1966 schließlich in Gräfelfing bei München lebte. Aus der Verbindung stammt der gemeinsame Sohn Andreas. 
Ab Anfang der 1960er-Jahre spielte Caninenberg immer häufiger fürs Fernsehen und zog mit seiner Familie nach München. Gemeinsam mit seiner Frau war er dort neben seiner Fernseharbeit am Residenztheater zu sehen. So wirkte er mehrfach in verschiedenen Folgen der Krimiserien Der Kommissar, Derrick und Der Alte mit. Eine seiner international bekanntesten Rollen war die des Lord Guillonk in der Fernsehserie Sandokan – Der Tiger von Malaysia (1976). Im selben Jahr war er in seiner Rolle als Gottfried von Haynau der Stiefvater des von Sigmar Solbach gespielten Robert von Haynau in dem dreiteiligen Fernsehfilm Der Winter, der ein Sommer war. Auch bei den Drombuschs (1983) spielten beide Schauspieler mit. Im Jahr 1990 führte den Schauspieler ein Auftritt in der bekannten ZDF-Serie Das Traumschiff nach New Orleans. Auf Solbach traf Caninenberg erneut in der von 1995 bis 2001 laufenden Familienserie Dr. Stefan Frank – Der Arzt, dem die Frauen vertrauen, in der er wiederum in der Vaterrolle zu sehen war.
Mit seiner markanten Stimme wirkte Caninenberg in zahlreichen Hörspielen mit. Auch schriftstellerisch war er aktiv, er verfasste neben Theaterstücken und Essays den 1988 erschienenen, autobiografisch getönten Roman Mein unvergessener Traum.
Hans Caninenberg starb im Alter von 95 Jahren und wurde auf dem Gemeindefriedhof seines Wohnortes Gräfelfing beigesetzt. Die Urne seiner 2011 verstorbenen Frau Lola befindet sich ebenfalls in dem Grab.
Sein schriftlicher Nachlass befindet sich im Archiv der Akademie der Künste in Berlin.

## Auszeichnungen
- 1962 erhielt Caninenberg den erstmals vergebenen Großen Hersfeld-Preis für (Theater-)Schauspieler. Die Verleihungsurkunde bescheinigte ihm, „mit künstlerischer Intelligenz und differenzierter Sprechkultur eine durch ihre Geschlossenheit herausragende schauspielerische Leistung vollbracht“ zu haben.[3]
- Mercatorplakette der Stadt Duisburg[4]

## Filmografie
- 1952: Oh, du lieber Fridolin
- 1955: Oberarzt Dr. Solm
- 1955: Hotel Adlon
- 1957: Kolportage
- 1961: Hamlet, Prinz von Dänemark
- 1962: Warten auf Dodo
- 1963: Candida
- 1963: Zweierlei Maß
- 1963: Ein Mann im schönsten Alter
- 1964: Stunden der Angst
- 1965: Der seidene Schuh (Fernsehserie)
- 1965: Oberst Wennerström (Fernseh-Zweiteiler)
- 1965: Wahn oder Der Teufel in Boston
- 1966: Liselotte von der Pfalz
- 1966: Jeanne oder Die Lerche
- 1966: Caroline
- 1966: Freiheit im Dezember
- 1967: Freitag muß es sein
- 1967: Das Arrangement
- 1967: Die Nibelungen (Fernseh-Zweiteiler)
- 1967: Verräter (Fernseh-Dreiteiler)
- 1968: Graf Öderland
- 1968: Der Snob
- 1968: Die Benachrichtigung
- 1969: Der zweite Schuß
- 1970: Emilia Galotti
- 1970: Der Kommissar: Drei Tote reisen nach Wien
- 1971: Der Kommissar: Grau-roter Morgen
- 1972: Das Jahrhundert der Chirurgen (Fernsehserie)
- 1972: Betreten verboten
- 1972: Alarm (Fernsehserie)
- 1972: Die Untersuchung (L’inchiesta)
- 1973: Giordano Bruno
- 1973: Der Kommissar – Sonderbare Vorfälle im Hause von Professor S.
- 1974: Die Akte Odessa (The Odessa File)
- 1975: Revolte im Erziehungshaus
- 1976: Sandokan – Der Tiger von Malaysia (Sandokan) (Fernseh-Miniserie)
- 1976: Der Winter, der ein Sommer war
- 1976: Derrick – Tote Vögel singen nicht
- 1977: Richelieu
- 1977: Der Alte – Zwei Mörder
- 1978: Lady Audleys Geheimnis (Fernseh-Zweiteiler)
- 1978: Wallenstein
- 1978: Der Alte – Bumerang
- 1979: Gefangen in Frankreich: Theodor Fontane im Krieg 1870/71
- 1979: Der Alte – Teufelsbrut
- 1980: Die Küstenpiloten (Ritter’s Cove, Fernsehserie)
- 1981: Derrick – Die Stunde der Mörder
- 1982: Feine Gesellschaft – beschränkte Haftung
- 1983: Die Falle
- 1983: Das zerbrochene Haus
- 1983: Derrick – Die kleine Ahrens
- 1983: Diese Drombuschs
- 1984: Kornelia
- 1987: Dies Bildnis ist zum Morden schön
- 1987: Die Schwarzwaldklinik – Spätes Glück
- 1988: The Contract
- 1988: Derrick – Eine Reihe von schönen Tagen
- 1989: Derrick – Kisslers Mörder
- 1990: Das Traumschiff – New Orleans
- 1991: Ein Heim für Tiere (Fernsehserie, eine Folge)
- 1994: Der Alte – Litfins Tod
- 1995–2001: Dr. Stefan Frank – Der Arzt, dem die Frauen vertrauen
- 1996: Der Alte – Der Lebensretter
- 1997: Rosamunde Pilcher – Wind der Hoffnung

### Weiteres
Aufgrund seines ähnlichen Aussehens spielte er in gleich zwei Fernsehfilmen (1967) die Rolle Kaiser Wilhelms II.: Die Affäre Eulenburg und Die Flucht nach Holland.

## Hörspiele (Auswahl)
- 1950: André Gide/Jean-Louis Barrault: Der Prozeß (Josef K.) – Regie: Cläre Schimmel (Hörspiel – SDR)
- 1950: Günter Eich: Pioniere des Hörspiels: Ein Traum am Edsin-gol – Regie: Oskar Nitschke (Original-Hörspiel, Kurzhörspiel – SDR)
- 1951: Alkestis – Regie: Cläre Schimmel
- 1958: Georges Simenon: Maigret und die schrecklichen Kinder – Regie: Cläre Schimmel
- 1959: Das Gasthaus in Aci Cetana – Regie: Willy Purucker
- 1961: Sodom und Gomorrha – Regie: Otto Kurth
- 1963: Mindermann – Regie: Heinz-Günter Stamm
- 1965: Der illustre Klient (nach Arthur Conan Doyle) – Regie: Heinz-Günter Stamm
- 1966: Elias Canetti: Die Befristeten – Regie: Raoul Wolfgang Schnell (Hörspiel – WDR)
- 1966: Nathalie Sarraute: Die Lüge – Regie: Heinz von Cramer (Hörspiel – SDR/BR/RB)
- elen und Edward und Henry – Regie: Otto Kurth
- 1968: Das leere Haus (nach Arthur Conan Doyle) – Regie: Heinz-Günter Stamm
- 1968: Joel Brand (nach Heinar Kipphardt) – Regie: Walter Ohm
- 1977: Der Engel mit dem Saitenspiel – Regie: Heinz-Günter Stamm
- 1977: Der Fall Franz Jägerstetter – Regie: Willy Purucker
- 1980: Alexandre Dumas der Jüngere: Halbwelt – Regie: Ferry Bauer (Hörspielbearbeitung – ORF Oberösterreich)
- 1981: Alfred Bergmann: Das Märchen vom Lande der Blinden, in dem der Einäugige König sein soll – Regie: Andreas Weber-Schäfer
- 1982: Louis-Benoît Picard, Friedrich Schiller: Der Parasit – Regie: Ferry Bauer (Hörspielbearbeitung – ORF Oberösterreich)

## Werke (Auswahl)
- Zwei mal klopfen. Komödie in 5 Bildern. Leipzig 1941.
- Mein unvergessener Traum. Roman. Langen Müller, München 1988.